# تشاك إسبي
تشاك إسبي هو سياسي أمريكي، ولد في 24 أبريل 1975 في كلاركسديل في الولايات المتحدة. نشط حزبياً في الحزب الديمقراطي. وقد انتخب عضو مجلس نواب مسيسيبي ‏.